# Richard Lynch Garner

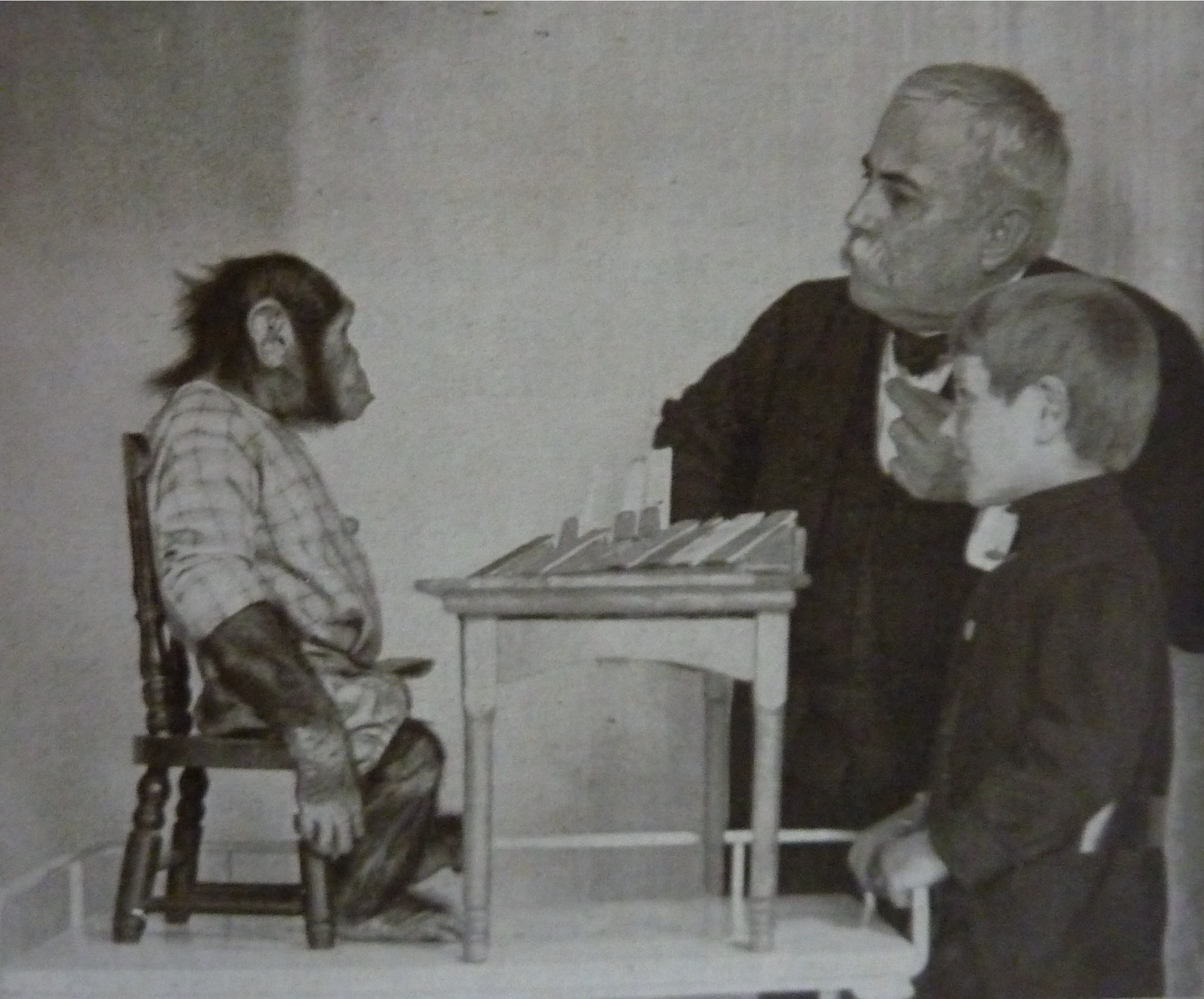
Garner beim Sprachunterricht

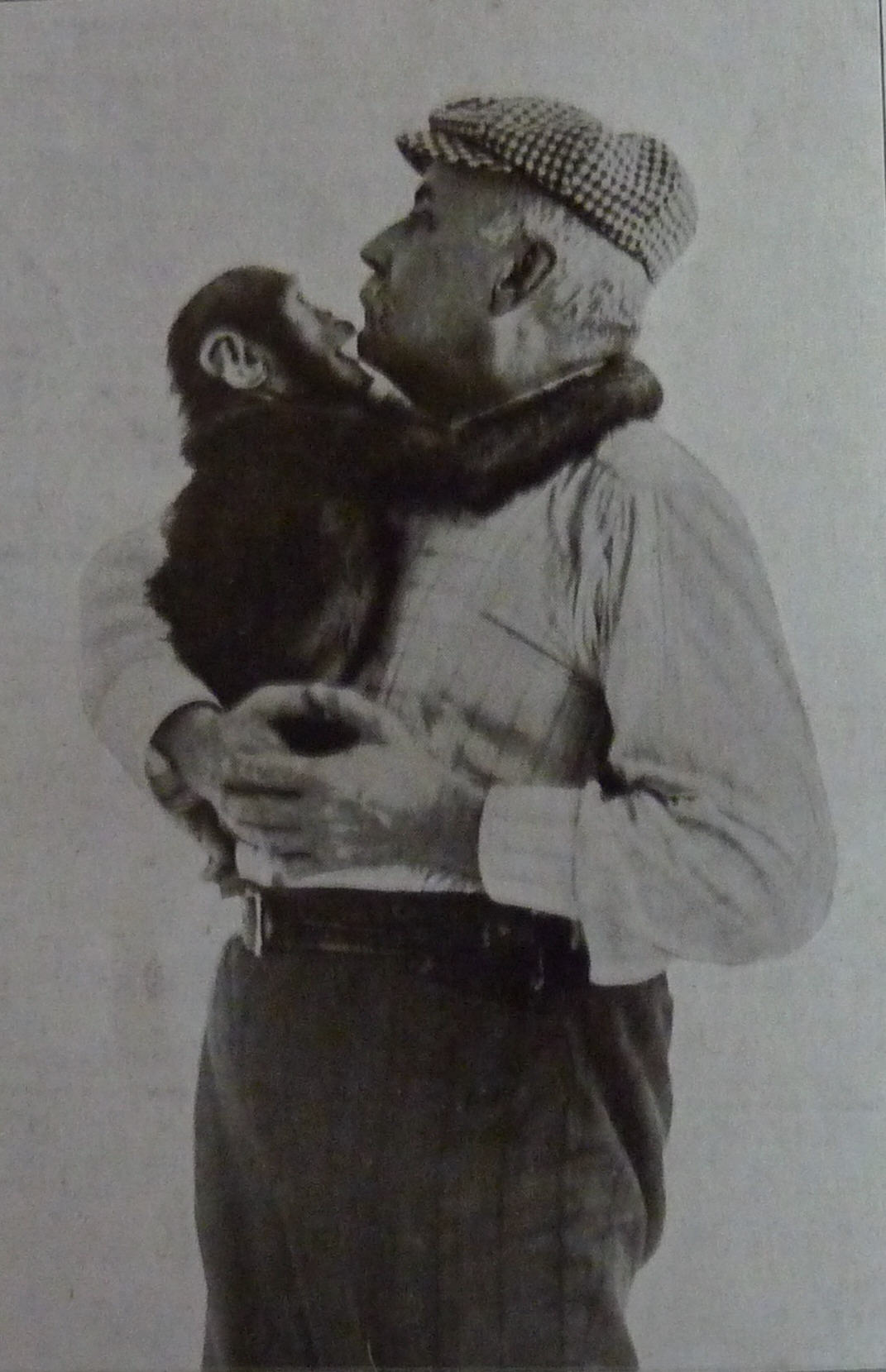
Garner und Susie

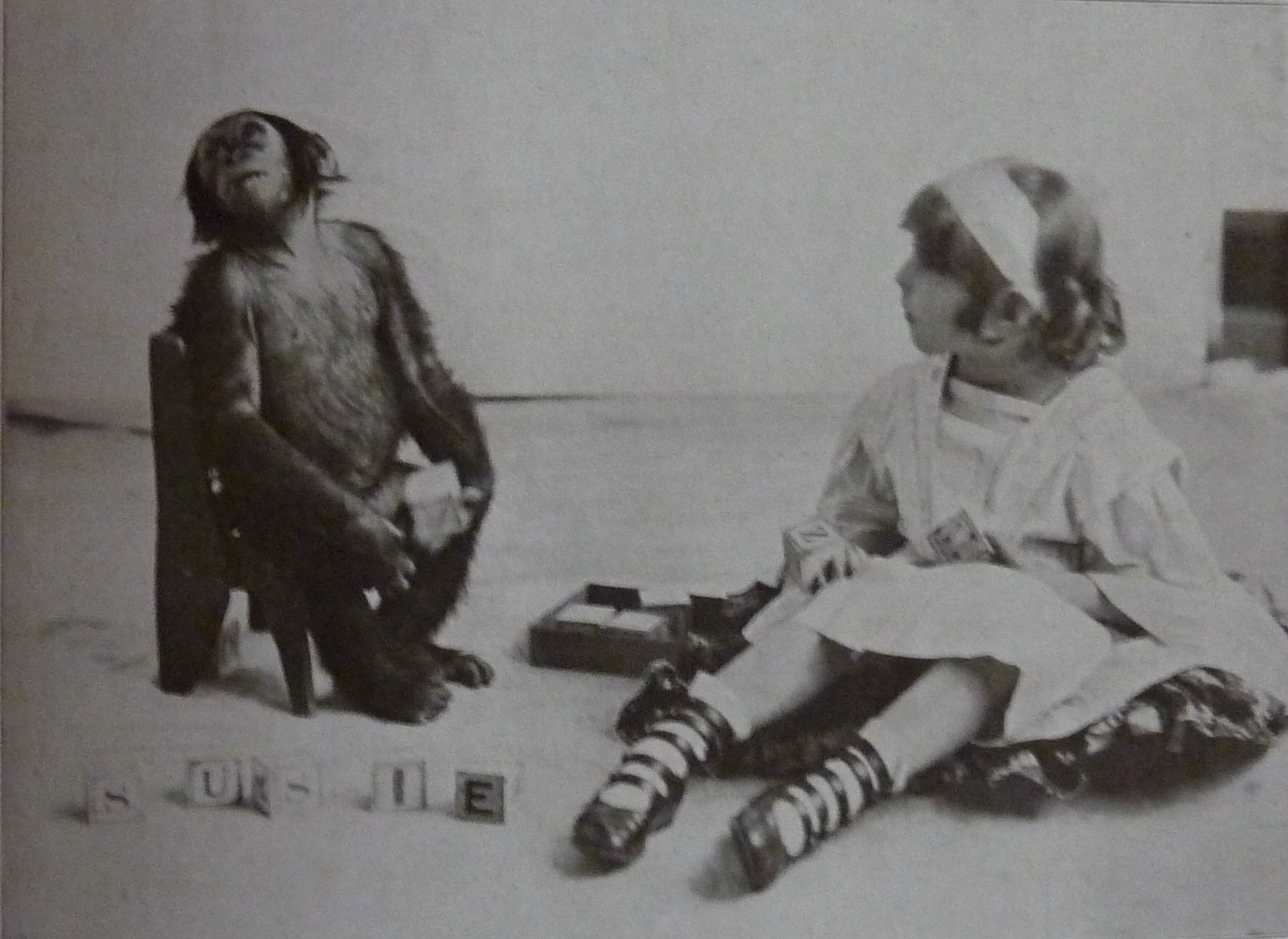
Klötzchen mit Buchstaben für Susie

Richard Lynch Garner (* 19. Februar 1848 in Abingdon (Virginia); † 22. Januar 1920 in Chattanooga (Tennessee)) war ein US-amerikanischer Zoologe, der sich besonders mit der Sprache der Affen beschäftigte. Er nutzte dazu unter anderem einen Phonographen von Thomas Alva Edison. Garner war überzeugt davon, dass Menschen und Affen miteinander sprachlich kommunizieren können. Eines seiner bevorzugten Forschungsobjekte war die Schimpansin Susie.

## Leben
Im Alter von vierzehn Jahren trat Garner in die Third Tennessee Mounted Infantry ein. Später absolvierte er eine Ausbildung am Jefferson Institute in Tennessee. Am 15. Oktober 1872 heiratete er Margaret E. Gross. Von 1876 bis 1890 arbeitete er als Lehrer. 1884 besuchte er zum ersten Mal in seinem Leben einen Zoo, den Cincinnati Zoological Garden. Ab dieser Zeit war sein Interesse für die Lautäußerungen von Affen geweckt. Er begann, Aufnahmen mit dem Phonographen zu machen.
1892/93 unternahm er eine Forschungsreise in den Kongo und nach Westafrika. Er lebte dreieinhalb Monate in einem Maschendrahtkäfig und machte Tonaufnahmen von den Lautäußerungen der Affen. 25 bis 30 Signale konnte er „übersetzen“. Aus diesen Studien ging sein Buch The Speech of Monkeys hervor. Später schrieb er noch Apes and Monkeys.
1896 forschte er an frei lebenden Schimpansen und Gorillas in Gabun.
Aus demselben Jahr stammt sein Vorschlag, Primaten in Zoos in Freigehegen zu präsentieren, die ihren eigentlichen Habitaten möglichst genau nachgebildet sein sollten. Doch erst 1978 verwirklichte der Woodland Park Zoo in Seattle diese Idee.
Schon seine ersten Expeditionen hatten Garner an den Lake Fernan Vaz geführt. Ab 1905 besaß er ein Haus auf einer Insel in diesem See.
Am 6. Juni 1919 erschien in der New York Times ein Artikel mit der spektakulären Überschrift: „Garner Found Ape That Talked to Him“. Die Zeitung berichtete, Garner sei auf dem Schiff Chicago von einer Expedition nach Französisch-Kongo zurückgekehrt, die zwei Jahre und sieben Monate gedauert habe. Er habe in dieser Zeit etwa 3000 Sammlungsstücke für die Smithsonian Institution zusammengetragen und außerdem die Bekanntschaft einer Kreatur gemacht, die er als cross between a gorilla and a chimpanzee geschildert habe und die seiner Aussage nach mit den Einheimischen zu kommunizieren imstande gewesen sei. Er selbst habe sich in der Affensprache mit diesen Tieren unterhalten können, aber leider kein lebendes Exemplar mit nach Hause gebracht. Diese Expedition sollte seine letzte sein. Anfang 1920 starb Richard Lynch Garner.
Sein Nachlass wurde von Garners Sohn Henry an John P. Harrington weitergegeben, der 1941 Garners Biographie zusammenstellte. Zusammen mit Harringtons Nachlass kam er dann in die National Anthropological Archives. Harrison sah Garners Theorien durch die späteren Forschungen von Robert Yerkes bestätigt.

## Werke
- Psychoscope, 1891
- The Speech of Monkeys, New York (C. L. Webster and Company) 1892
  - deutsche Ausgabe: Die Sprache der Affen. Übersetzt von Prof. Dr. William Marshall. Hans Schultze Verlagsbuchhandlung, Dresden 1905
- Gorillas and Chimpanzees, London (Osgood, McIlvaine & Co.) 1896
- Apes and Monkeys, Boston und London (Ginn) 1900/1905
- Autobiography of a Boy. From the Letters of Richard Lynch Garner, Einleitung von Ales Hrdlicka, Washington (Huff Duplicating Co.), um 1930